# 莊遵
嚴遵（?—?），字君平，別名严君平、莊君平，东汉班固著《汉书》，因避汉明帝刘莊讳，改写为严君平。蜀郡人，西漢道家学者，思想家，亦以善於卜筮聞名。“蜀之八仙”之一。汉成帝时隐居蜀成都，以卜筮为业，“因势导之以善”，史称“蜀人爱敬”。著有《老子注》和《道德真经指归》。
东汉班固著《汉书》，因為了汉明帝刘莊之避讳，將莊姓改為嚴姓，写为「严遵」或「严君平」。

## 生平
嚴遵好老莊思想，隐居不仕，在成都以卜筮為生。他著有《老子指歸》，使道家學說更條理化。揚雄在《法言‧問明》說：「蜀莊沈冥，蜀莊之才之珍也，不作苟見，不治苟得，久幽而不改其操，雖隋、和何以加諸？舉茲以旃，不亦珍乎！吾珍莊也，居難為也。」蜀莊就是指嚴遵，揚雄形容嚴遵才高德厚，珍如隋珠，潔如和璧。久幽不改其操就是在形容嚴遵在成都幫人卜筮。
嚴遵以卜筮算命為業，並施惠於大眾，勸人要以孝、順、忠、善為日常生活的行為準則，就算遇到惡人也以蓍龜的徵兆說明其利害關係，並給予警告，使惡人心生畏懼。且每天只幫幾個人算命，賺足了日常生活所需後便不再替人算命，專心研究老子《道德經》。